# جامعة بيتش
جامعة بيتش هي جامعة حكومية مجرية يقع مركزها في مدينة بيتش كبرى مدن مقاطعة
برانيا في جنوب البلاد .
وهي أقدم الجامعات المجرية حيث تم إنشائها عام 1367م . و من أكبرها من حيث عدد الطلاب البالغ 35 ألف طالب .
تحتوي جامعة بيتش على عشر كليات موزعة على أرجاء المدينة .أغلب تلك الكليات تتيح ثلاث برامج تعليمية منفصلة هي : برنامج اللغة المجرية و الإنجليزية والألمانية.
وأشهر تلك الكليات وأكبرها من حيث عدد الطلاب هي كلية الطب حيث يردها الكثير من الطلاب الأجانب من مختلف دول العالم وبالأخص الدول الإسكندنافية.

## كليات الجامعة
- كلية الطب البشري وطب الأسنان والصيدلة
- كلية تعليم الكبار والموارد البشرية
- كلية الأعمال والاقتصاد
- كلية العلوم الصحية
- كلية العلوم الإنسانية
- كلية الحقوق
- كلية الموسيقى والفنون البصرية
- كلية العلوم
- كلية جيولا إليش للتربية
- كلية بولاك ميخالي للهندسة

جامعة بيتش نسخة محفوظة 20 سبتمبر 2012 على موقع واي باك مشين.